# Geopsychrobacter electrodiphilus
Geopsychrobacter electrodiphilus ist eine Art von prokaryotischen Mikroorganismen aus der Domäne der Bacteria. Bisher ist es die einzige Art der Gattung Geopsychrobacter.

## Beschreibung
Geopsychrobacter electrodiphilus wurde von der Oberfläche einer anaeroben Elektrode einer Meeressediment-Brennstoffzelle isoliert, die im Labor aufgestellt wurde. Die Sedimente, aus denen die Stämme von Geopsychrobacter electrodiphilus isoliert wurden, stammen aus einer  Wassertiefe von 5 Meter aus dem Bostoner Hafen (Boston Harbor, Massachusetts, in der Nähe der Halbinsel World’s End). Der Name „Geopsychrobacter electrodiphilus“ bedeutet in etwa „elektrodenliebender Stab aus kalter Erde“ und spielt darauf an, dass die Mikrobe aus der Erde stammt (Geo), mit Kälte zurechtkommt (psychro), stäbchenförmig ist (bacter) und von Elektroden isoliert wurde (electrodi), die sie freiwillig besiedelt hat (philus).
Als Typstamm der Art Geopsychrobacter electrodiphilus und als Typstamm der Gattung wurde einer von zwei Stämmen bestimmt (A1T genannt). Dieser Stamm wurde in der American Type Culture Collection (ATCC BAA-880), der Deutschen Sammlung von Mikroorganismen und Zellkulturen (DSM 16401) und der Japan Collection of Microorganisms (JCM 12470) hinterlegt. Geopsychrobacter electrodiphilus hat laut Holmes et al. folgende Eigenschaften:
Die Zellen haben keine Pili oder Flagellen und bilden keine Sporen. Es sind nicht-bewegliche, gramnegative gekrümmte Stäbe mit einer Länge von etwa 2,5 Mikrometer (µm) und einem Durchmesser von 0,22 µm. Geopsychrobacter electrodiphilus kann bei Temperaturen von nur 4 °C bis zu 30 °C, optimal bei ungefähr 22 °C, wachsen. Es ist ein streng anaerober Chemoorganotropher, der Energie zur Unterstützung des Wachstums durch Ankopplung der Oxidation von Acetat oder Malat an die Reduktion von Fe(III), S0 (kolloidalem Schwefel), Mn(IV) oder AQDS (Anthrachinon-2,6-disulfonat) gewinnen kann. Die Reduktion von Fe(III) kann zusätzlich an die Oxidation von Asparaginsäure, Glutaminsäure, Glycin, Alanin, Methionin, Acetat, Succinat, Malat, Citrat, Fumarat, Pyruvat, Pepton, Trypton, Casaminosäuren, Hefeextrakt, Acetoin, Ethanol, Wasserstoff, Benzoat oder Stearat gekoppelt werden. Es wurde kein Wachstum beobachtet, wenn Lysin, Serin, Tyrosin, Histidin, Formiat, Butyrat, Valerat, Lactat, Propionat, Methanol oder Nitrilotriessigsäure als Elektronendonor bereitgestellt wurde.
Der Metabolismus der beiden parallel isolierten Stämme unterscheidet sich insofern, als nur der Stamm A1T (also der Typstamm) Acetoin, Ethanol und Wasserstoff als Elektronendonor verwenden kann, während nur der Stamm A2 Lactat, Propionat und Butyrat verwenden kann. Keiner der beiden Stämme konnte Sulfat, Thiosulfat, Sulfit oder Fumarat als Elektronenakzeptor verwenden. Geopsychrobacter electrodiphilus ist auch in der Lage, Elektronen direkt auf eine Elektrode zu übertragen. Die Reduktion von Eisen(III)-oxid, dass wenig kristallin ist, führt zur Bildung des Eisenoxids Magnetit. Die Zellen enthalten reichlich Cytochrome vom Typ c.

## Systematik
Die Zuordnung von Geopsychrobacter  erfolgte auf der Grundlage von genetischen Vergleichen der 16S rRNA-Gene und anderer Gene (recA, gyrB, rpoB, nifD und fusA) zur Familie der Geobacteraceae. Sie gehören innerhalb der Bakterien zu den Proteobacteria, dort in die δ-Gruppe (Klasse Deltaproteobacteria) und in die Ordnung Desulfuromonadales. Die aktuelle Zuordnung ist in der „Liste der prokaryotischen Namen mit ihrem Stand in der Nomenklatur“ (LPSN) einsehbar (Abruf 2019-02).
Gattung:
- Holmes et al. (2004) – Effektive Publikation zur neuen Gattung Geopsychrobacter.[2]
- IUMS (2005) – Validierungsliste Nummer 102, Anerkennung als Gattung Geopsychrobacter Holmes et al. 2005.[1]

Art:
- Holmes et al. (2004) – Effektive Publikation zur neuen Art (Typusart der Gattung) Geopsychrobacter electrodiphilus.[2]
- IUMS (2005) – Validierungsliste Nummer 102, Anerkennung als Art (Typusart der Gattung) Geopsychrobacter electrodiphilus Holmes et al. 2005.[1]

## Bedeutung
Die Tatsache, dass Geopsychrobacter electrodiphilus bei kalten Temperaturen effektiv Stoffwechsel betreibt und seine Fähigkeit, selbständig Kohlenstoff-Elektroden (Graphitelektroden) zu besiedeln, lassen eine Bedeutung für die Stromgewinnung aus Meeressedimenten möglich erscheinen.
Laut Holmes et al. (2004) konnten die Geopsychrobacter electrodiphilus-Stämme A1T und A2 wachsen, wenn eine Graphitelektrode als einziger Elektronenakzeptor bereitgestellt wurde. Beide Stämme konnten mehrere organische Säuren (Acetat, Malat, Fumarat und Citrat) bei gleichzeitigem Elektronentransfer zu einer Elektrode oxidieren (Potential von +0,52 V in Bezug auf eine Standard-Wasserstoffelektrode). Wenn der Stamm A1T mit Acetat (0,55 mM) als Elektronendonor und einer Elektrode als Elektronenakzeptor gezüchtet wurde, wurden 90,2 % der Elektronen, die bei der vollständigen Oxidation von Acetat zu CO2 verfügbar waren, auf die Elektrode übertragen, so dass Strom erzeugt werden konnte (maximaler Strom 3,73 mA/cm2). Weiterhin wurde durch den Stamm A1T (~8,89 mA/cm2) Strom erzeugt, wenn Fumarat (2,07 mM) als Elektronendonor bereitgestellt wurde und eine Elektrode der einzige Elektronenakzeptor war (96,3 % Ausbeute für die Elektronen).
Technische Anwendungen sind aus dem Potential von Geopsychrobacter electrodiphilus bisher nicht erwachsen. Anzumerken ist, dass die Isolation der beiden Stämme zwar auf das Abkratzen der Mikroben von den Graphitelektroden zurückging, dem ging aber eine Anreicherung mit kolloidalem Eisen(III)-oxid voraus. Geopsychrobacter electrodiphilus kann eine Graphitelektrode als Elektronenakzeptor nutzen, hat aber Alternativen, die es auch bevorzugt nutzen dürfte. Die Stöchiometrie der Acetatverwertung wurde mit amorphem Eisen(III)-oxid als einzigem Elektronenakzeptor während des Wachstums bestimmt: CH3COO− + 8 Fe3+ + 4 H2O → 2 HCO3− + 8 Fe2+ + 9 H+.
Bei einer Untersuchung der bakteriellen Zusammensetzung in einer mit Eisenoxid angereicherte Salzwasserfahne namens Blood Falls, welche aus dem antarktischen Taylor-Gletscher fließt, wurde gefunden, dass es sich bei ungefähr 11 % der Zellen um G. electrodiphilus handelte. Weiterhin sind auch solche Stoffe für das Vorkommen einer Mikrobe entscheidend, welche sie im Gegensatz zu konkurrierenden Arten und Stämmen nicht verwerten kann. In einer Untersuchung zur Kultivierung von Mikrobengemeinschaften in Schlamm, in welchem Sulfatreduzierer Vorteile haben dürften, nahm der Anteil von Geopsychrobacter ab.
Das Ziel der Untersuchungen von Holmes et al. war es, Mikroben zu finden, die Elektronen auf eine Elektrode übertragen können und diese zu beschreiben; die Untersuchung mikrobieller Gemeinschaften oder technischer Geräte stand dabei nicht im Vordergrund. Dennoch stellen die Autoren eine Vermutung dazu an, wie eine Meeressediment-Brennstoffzelle (eine spezielle, mikrobielle Brennstoffzelle) arbeiten könnte, um Energie mithilfe von G. electrodiphilus in einer Mikrobengemeinschaft zu gewinnen. Diese Vorstellungen basieren auf vorausgehenden Untersuchungen und werden hier zusammenfassend dargestellt:
- Einige Mikroben verdauen komplexe organische Stoffe (Fermentation) in einem anaeroben Teil der Meeressediment-Brennstoffzelle in der Nähe einer Graphitelektrode (Anode). G. electrodiphilus wächst auf der Oberfläche dieser Graphitelektrode und oxidiert die Fermentationsprodukte, z. B. Acetat. Normalerweise produzieren solche Oxidationsprozesse Kohlendioxid, Protonen und Elektronen, wobei jede Oxidation wegen der Elektronen mit einer Reduktion gekoppelt werden muss. G. electrodiphilus könnte, falls verfügbar, einen terminalen Elektronenakzeptor verwenden, z. B. wenig kristallisiertes Eisen(III)-oxid, das zu Magnetit reduziert werden würde. In einer Brennstoffzelle hat G. electrodiphilus direkten Kontakt zur Elektrode und kann diese als seinen einzigen Elektronenakzeptor verwenden. Die von G. electrodiphilus besiedelte Anode im anaeroben Teil der Meeressediment-Brennstoffzelle hat eine Verbindung zu ihrer Gegenelektrode (Kathode) im darüber liegenden aeroben Wasser. Die Elektronen fließen von der Anode zur Kathode, wo Sauerstoff als terminalen Elektronenakzeptor an der Kathodenoberfläche reduziert wird (und Wasser entsteht).

Ein wichtiger Punkt bei der Energiegewinnung mithilfe einer Meeressediment-Brennstoffzelle scheint also die Verbindung der anaeroben Umgebung von G. electrodiphilus mit dem aeroben Wasser zu sein, so dass die Differenz der Redoxpotentiale genutzt werden kann, ohne dass der für anaerobe Mikroben toxische Sauerstoff diese erreicht.
Anhand von Geopsychrobacter electrodiphilus wurde auch die Frage in den Fokus einer Untersuchung gerückt, inwieweit potentiell extraterrestrische, organische Stoffe, hier nichtproteinogene Aminosäuren, die Entwicklung der anaeroben Eisenreduzierer beeinflusst haben könnten. Dabei wurde gezeigt, dass einige diese Stoffe schon in geringer Konzentration toxisch sind.

## Datenbanken
- LPSN, List of Prokaryotic names with Standing in Nomenclature, Stichwort Geopsychrobacter – https://www.bacterio.net/genus/geopsychrobacter
- NCBI, National Center for Biotechnology Information, Taxonomy Browser, Stichwort Geopsychrobacter – https://www.ncbi.nlm.nih.gov/Taxonomy/Browser/wwwtax.cgi?id=271087